# Bhawanpur Kalabanzar
Bhawanpur Kalabanzar – gaun wikas samiti we wschodniej części Nepalu w strefie Sagarmatha w dystrykcie Siraha. Według nepalskiego spisu powszechnego z 2001 roku liczył on 616 gospodarstw domowych i 3349 mieszkańców (1640 kobiet i 1709 mężczyzn).